# 1998 ve filmu

## Filmy roku 1998

### České filmy
- Císař a tambor (režie: Václav Křístek) – premiéra 29. října
- Čas dluhů (režie: Irena Pavlásková)
- Je třeba zabít Sekala (režie: Vladimír Michálek)
- Pasti, pasti, pastičky (režie: Věra Chytilová)
- Šmankote, babičko, čaruj! (režie: Zdeněk Havlíček)
- Zlatý turnaj století (režie: Charilaos Karadžos)

### Zahraniční filmy
- Armageddon (režie: Michael Bay)
- Barvy moci (režie: Mike Nichols)
- Bohové a monstra (režie: Bill Condon)
- Černá kočka, bílý kocour (režie: Emir Kusturica)
- Dr. Dolittle (režie: Betty Thomas)
- Drtivý dopad (režie: Mimi Leder)
- Edge of Seventeen (režie: David Moreton)
- Gia (režie: Michael Cristofer)
- Godzilla (režie: Roland Emmerich)
- Hlavní nádraží (režie: Walter Salles)
- Hráči (režie: John Dahl)
- Královna Alžběta (režie: Shekhar Kapur)
- Kult hákového kříže (režie: Tony Kaye)
- Kurt & Courtney (režie: Nick Broomfield)
- Láska je láska (režie: Lukas Moodysson)
- Lola běží o život (režie: Tom Tykwer)
- Lví král 2: Simbův příběh (režie: Darrell Rooney a Rob LaDuca)
- Legenda o Mulan (režie: Tony Bancroft a Barry Cook)
- Mercury (režie: Harold Becker)
- Merlin (režie: Steve Barron)
- Něco na té Mary je (režie: Bobby Farrelly a Peter Farrelly)
- Pivní bratři (režie: David Zucker)
- Princ egyptský (režie: Steve Hickner)
- Rudolf (režie: William R. Kowalchuk)
- Sám doma a bohatý 2: Vánoční přání (režie: John Murlowski)
- Smrtonosná zbraň 4  (režie: Richard Donner)
- Srdcová sedma (režie: Peter Howitt)
- Star Trek: Vzpoura (režie: Jonathan Frakes)
- Šest dní, sedm nocí (režie: Ivan Reitman)
- Taxi (režie: Gérard Pirès)
- Tichý hlas (režie: Mark Herman)
- Truman Show (režie: Peter Weir)
- Utopenec na útěku (režie: Pat Proft)
- Utrpení (režie: Paul Schrader)
- Zachraňte vojína Ryana (režie: Steven Spielberg)
- Zamilovaný Shakespeare (režie: John Madden)
- Zaříkávač koní (režie: Robert Redford)
- Ztraceni ve vesmíru (režie: Stephen Hopkins)
- Ztracený svět (režie: Bob Keen)
- Život brouka (režie: John Lasseter)